# 13-15歳ソロ・デュエット大会
13-15歳ソロ・デュエット大会（―さい―たいかい）は、日本水泳連盟が主催するアーティスティックスイミング大会である。

## 概略
1998年より毎年1月下旬に開かれており、大会名の通り13〜15歳を対象としてソロとデュエットで行われる。
以前は静岡県内で開催されていたが、第9回（2006年）より東京辰巳国際水泳場での固定開催となっている。
大会では併せて「シンクロ・ナショナルトライアル」（2008年（2007年度）までは「フィギュアトライアル」）と称した日本代表（マーメイドジャパン）選考会も開かれている。

## 種目
- ソロ
- デュエット